# Кубок Латвии по футболу 1998
Ку́бок Ла́твии по футбо́лу 1998 года — 57-й розыгрыш Кубка Латвии по футболу.

## 1/16 финала
| Дата       | Хозяева                    | Счёт         | Гости                  |
| ---------- | -------------------------- | ------------ | ---------------------- |
| 11.04.1998 | Цесис                      | 0:6          | Лоде (Цесисский район) |
| 10.04.1998 | Фортуна (Огре)             | 1:1 (п. 2:4) | Салдус                 |
| 09.04.1998 | Хоэтика (Рига)             | 1:0          | Сконто-2 (Рига)        |
| 11.04.1998 | Университате (Рига)        | 1:9          | Лидоста Рига (Рига)    |
| 12.04.1998 | Сконто Металс/Ринар (Рига) | 8:0          | Гроди (Гулбене)        |
| 11.04.1998 | Микс (Бауска)              | 0:5          | Офрисс/РФШ (Рига)      |

## 1/8 финала
| Дата       | Хозяева                | Счёт         | Гости                      |
| ---------- | ---------------------- | ------------ | -------------------------- |
| 15.04.1998 | Лоде (Цесисский район) | 0:7          | Динабург (Даугавпилс)      |
| 15.04.1998 | Салдус                 | 0:5          | Металлург (Лиепая)         |
| 15.04.1998 | Хоэтика (Рига)         | 0:11         | ЛУ/Даугава (Рига)          |
| 11.04.1998 | Валмиера               | 0:0 (п. 6:5) | Полицияс ФК (Рига)         |
| 15.04.1998 | Сконто (Рига)          | 16:0         | Дардедзе (Айзкраукле)      |
| 15.04.1998 | Лидоста Рига (Рига)    | 1:5          | Ранто/Микс (Рига)          |
| 15.04.1998 | Вентспилс              | 3:0          | Сконто Металс/Ринар (Рига) |
| 15.04.1998 | Офрисс/РФШ (Рига)      | 2:0          | Резекне                    |

## 1/4 финала
| Дата       | Хозяева            | Счёт | Гости                 |
| ---------- | ------------------ | ---- | --------------------- |
| 29.04.1998 | Металлург (Лиепая) | 1:0  | Динабург (Даугавпилс) |
| 29.04.1998 | ЛУ/Даугава (Рига)  | 1:2  | Валмиера              |
| 29.04.1998 | Ранто/Микс (Рига)  | 1:3  | Сконто (Рига)         |
| 29.04.1998 | Офрисс/РФШ (Рига)  | 0:6  | Вентспилс             |

## 1/2 финала
| Дата       | Хозяева            | Счёт | Гости         |
| ---------- | ------------------ | ---- | ------------- |
| 08.05.1998 | Металлург (Лиепая) | 3:1  | Валмиера      |
| 08.05.1998 | Вентспилс          | 0:1  | Сконто (Рига) |

## Финал
| Дата       | Хозяева       | Счёт | Гости              |
| ---------- | ------------- | ---- | ------------------ |
| 03.06.1998 | Сконто (Рига) | 1:0  | Металлург (Лиепая) |

| 3 июня 1998   | \| Сконто (Рига) \| 1:0 (1:0) \| Металлург (Лиепая) \| \| Пахарь 26′ \| Голы \| \| | Стадион «Даугава», Рига Зрителей: 3 000 Судья: Сергей Брага (Вентспилс) |
| Сконто (Рига) | 1:0 (1:0)                                                                          | Металлург (Лиепая)                                                      |
| Пахарь 26′    | Голы                                                                               |                                                                         |

| Обладатель Кубка Латвии 1998 |
| ---------------------------- |
| «Сконто» (Рига) 4-й титул    |